# Alessandro Ghiretti

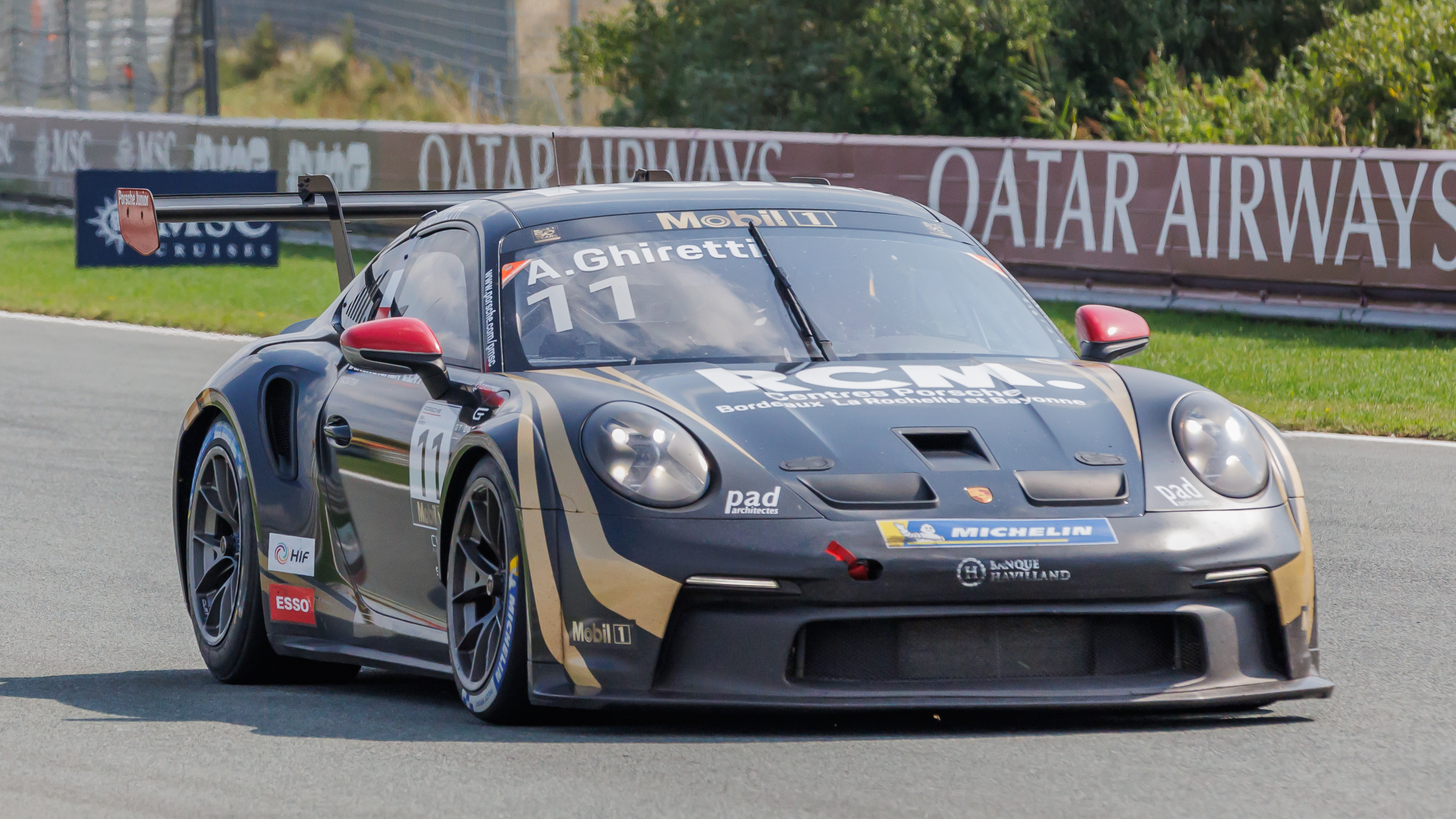
2024 in Zandvoort

Alessandro Ghiretti (* 18. Januar 2002 in Montauban) ist ein französischer Rennfahrer, der in der Vergangenheit die Formel 4 in Südostasien sowie die Italienische Formel-4-Meisterschaft bestritt. 2018 gelang ihm der Meistertitel in der 2018 Formula 4 South East Asia Championship. Aktuell bestreitet er die Markenpokale des Porsche Supercup und des Porsche Carrera Cup Frankreich.